# Famille Abati
Pour les articles homonymes, voir Abati.
 (août 2024).
Si vous disposez d'ouvrages ou d'articles de référence ou si vous connaissez des sites web de qualité traitant du thème abordé ici, merci de compléter l'article en donnant les références utiles à sa vérifiabilité et en les liant à la section « Notes et références ».
La famille Abati ou Abatti est une ancienne maison florentine prenant de l'importance aux XIIe et XIIIe siècles.

## Histoire
Le premier membre important connu de la famille fut Abatte d'Ildebrandino della Lombarda, consul florentin en 1176. Sa famille possédait plusieurs maisons aux environs de l'église d'Orsanmichele et, après l'assassinat de Buondelmonte de' Buondelmonti par les Amidei, ceux-ci rejoignirent le parti de la famille de l'assassiné et prirent ainsi parti dans la lutte opposant les guelfes et gibelins en devenant eux-mêmes gibelins.
La mère du fameux poète et écrivain Dante Alighieri, Bella degli Abati, ferait partie de cette famille bien qu'aucune source valable ne le prouve.
Un autre membre connu de cette famille fut Bocca degli Abati qui combattit à la bataille de Montaperti en 1260 en tant que guelfe, avant de trahir son parti et de couper la main à celui qui portait l'étendard des guelfes, Jacopo de' Pazzi. Il est cité dans l'Enfer (Divine Comédie) de Dante Alighieri.
La famille s’éteint au XVe siècle.